# I Ain't Superstitious
«I Ain't Superstitious» — пісня американського блюзового музиканта Гауліна Вулфа, випущена синглом у 1962 році на лейблі Chess. Пісню перезаписали багато музикантів, зокрема Джефф Бек. У 2017 році пісня була включена до Зали слави блюзу.

## Оригінальна версія
Автором пісні є чиказький басист Віллі Діксон, який працював на лейблі Chess Records менеджером, музикантом і автором пісень.
Пісня була записана у грудні 1961 року в Чикаго, Іллінойс; у сесії взяли участь Гаулін Вулф (вокал), Генрі Грей (фортепіано), Г'юберт Самлін або Джиммі Роджерс (гітара), Віллі Діксон (бас) і Сем Лей (ударні). У квітні 1962 року «I Ain't Superstitious» була випущена на синглі (Chess 1823; 7" 45) із «Just Like I Treat You» (яка була записана під час тієї ж сесії) на стороні «Б».
Вульф записав іншу студійну версію пісні 2 травня 1970 року на студії Olympic Studios в Лондоні, Англія для свого альбому The London Howlin' Wolf Sessions (1971), випущеного також на Chess. У записі взяли участь: Хаулін Вульф (вокал); Г'юберт Самлін (ритм-гітара), Ерік Клептон (соло-гітара), Стів Вінвуд (фортепіано), Клаус Форман (бас-гітара), Рінго Старр (ударні), Джордан Сандке (труба), Денніс Ленсінг (тенор-саксофон), Джо Міллер (баритон-саксофон), Білл Ваймен (каубелл).

## Версія Джеффа Бека
Британський рок-музикант Джефф Бек записав «I Ain't Superstitious» для свого дебютного альбому Truth 1968 року з Родом Стюартом в якості вокаліста. Версія Бека була включена журналом «Rolling Stone» у список «100 найкращих гітарних пісень усіх часів».

## Інші версії
Пісню перезаписали й інші виконавці, зокрема Savoy Brown для Shake Down (1967), автор пісні Віллі Діксон записав її для дебютного альбому I Am the Blues (1970), Лонні Брукс для Bayou Lightning (1979). Megadeth перезаписали пісню для свого альбому Peace Sells... But Who's Buying? (1986) із значно зміненим текстом.

## Визнання
У 2017 році «I Ain't Superstitious» в оригінальному виконанні Вулфа (Chess, 1961) була включена до Зали слави блюзу в категорії «Класичний блюзовий запис — сингл/пісня».